# L'insolito caso del cerchio e dei nani da giardino
L'insolito caso del cerchio e dei nani da giardino è un racconto lungo fantasy, scritto da Peter Coolbak (pseudonimo di Gianluca Belocco) e pubblicato da Giunti Junior nel 2008, secondo volume della saga Mukka Emma.

## Trama
Quando Marie, una ragazzina, scompare Mukka Emma non può fare altro che interessarsi al caso, e così, per avere informazioni, va dal Commissario Baren e lui non sa cosa dirle, così la mucca dovrà indagare, e riuscirà a risolvere il mistero.

## Edizioni
- Gianluca Balocco, L'insolito caso del cerchio e dei nani da giardino, Giunti Junior, 2008.